# Anguarina
Se llama anguarina a una especie de casaca holgada con mangas pero sin cuello ni forma de talle, que por lo común llega hasta los muslos. La usaban las gentes del campo vistiéndola sobre las otras ropas que llevaban ajustadas al cuerpo.
Esta parte del vestido se tomó de Hungría y es por ello que al principio recibió el nombre de Hungarina. 